# Gynoplistia decacantha
Gynoplistia decacantha är en tvåvingeart som beskrevs av Alexander 1960. Gynoplistia decacantha ingår i släktet Gynoplistia och familjen småharkrankar. Inga underarter finns listade i Catalogue of Life.